# أندريه بازين
أندريه بازين (بالفرنسية André Bazin؛ ولد في 18 أبريل 1918؛ توفي في 11 نوفمبر 1958)، يُعتبر أحد أهم نقّاد السينما الفرنسيين في فترة ما بعد الحرب العالمية الثانية والأب الروحي لحركة Nouvelle Vague (الموجة الجديدة في السينما الفرنسية).

مع بازين ستصبح نظرية السينما للمرة الأولى نشاطاً فكرياً يانعاً بدلاً من كونها عبارة عن متطلبات وتعليمات، نشاطاً فكرياً يعي تماماً ما هي حدوده (تقييداته) 

## حياته
بعد دراسته في إعداد المعلمين انشغل بازين، تحديداً منذ العام 1943، كناقد سينمائي في الحركة الفرنسية للنادي السينمائي.

## وصلات خارجية
- أندريه بازين على موقع IMDb (الإنجليزية)
- أندريه بازين على موقع الموسوعة البريطانية (الإنجليزية)
- أندريه بازين على موقع قاعدة بيانات الفيلم (الإنجليزية)